# Arrancourt
Arrancourt település Franciaországban, Essonne megyében. Lakosainak száma 119 fő (2022. január 1.). Arrancourt Abbéville-la-Rivière, Pannecières, Sermaises, Saint-Cyr-la-Rivière és Le Mérévillois községekkel határos.

## Népesség
A település népességének változása:
| Lakosok száma | 131  | 147  | 152  | 152  | 143  | 135  | 126  | 122  | 119  |
|               | 2013 | 2015 | 2016 | 2017 | 2018 | 2019 | 2020 | 2021 | 2022 |